# GRB 990123
GRB 990123 fue un estallido de rayos gamma que se detectó el 23 de enero de 1999. Fue el primer estallido para el que se detectó un destello óptico simultáneo. Los astrónomos primero lograron obtener una imagen en luz visible de un estallido tal como ocurrió el 23 de enero de 1999, usando el telescopio ROTSE-I en Los Álamos, Nuevo México. El ROTSE-I fue operado por un equipo dirigido por el astrofísico Carl W. Akerlof, de la Universidad de Michigan e, incluyó miembros del Laboratorio Nacional de Los Álamos y del Laboratorio Nacional Lawrence Livermore. El telescopio robótico estaba completamente automatizado, respondiendo en segundos y sin intervención humana a las señales del instrumento BATSE (Burst And Transient Source Experiment lit. esp. Experimento de fuentes transitorias y en ráfagas) de la NASA a bordo del Observatorio de rayos gamma Compton. En las horas oscuras de la mañana del 23 de enero de 1999, el satélite Compton registró un estallido de rayos gamma que duró aproximadamente un minuto y medio. Hubo un pico de emisión de rayos X y gamma 25 segundos después de que se detectó el evento por primera vez, seguido de un pico algo más pequeño 40 segundos después del comienzo del evento. Luego, la emisión se desvaneció en una serie de pequeños picos durante los siguientes 50 segundos, y ocho minutos después del evento se desvaneció a una centésima parte de su brillo máximo. El estallido fue tan fuerte que se ubicó dentro del 2% superior de todos los estallidos detectados.     
El satélite Compton informó de la explosión a su centro de control terrestre en el Centro de Vuelo Espacial Goddard de la NASA, en Maryland, en el momento en que comenzó, y Goddard envió inmediatamente los datos a través de la «Red de Coordenadas de Explosiones de rayos gamma (GCN por sus siglas en inglés)». Si bien Compton, como se mencionó, no pudo proporcionar las ubicaciones precisas de las explosiones, la ubicación fue lo suficientemente buena para el ROTSE-I de campo amplio. El conjunto de cámaras se centró automáticamente en la región del cielo y obtuvo una imagen de la explosión 22 segundos después de que fuera detectada por Compton y se obtuvieron imágenes posteriores cada 25 segundos a partir de entonces.     
ROTSE-I podía captar imágenes de objetos cósmicos de magnitud 16, y los cazadores de rayos gamma esperaban que el componente visible de un rayo gamma fuera muy débil. Sin embargo, el componente visible alcanzó una magnitud de 9. Era tan brillante, que un astrónomo aficionado con buenos binoculares podría haberlo visto. El objeto que lo produjo aumentó su brillo en un factor de 4.000 en menos de un minuto.                    
Ya que el ROTSE-I operaba automáticamente (mientras no era supervisado por ser de noche), la noticia de su logro no se difundió en las redes sino hasta más tarde ese mismo día, mientras que otros observatorios sí se enfocaron en el evento, para entonces denominado «GRB 990123».                    
El satélite BeppoSAX también vio la explosión y determinó su ubicación con una precisión de unos pocos minutos de arco. Se enviaron estos datos y cuatro horas después de la explosión se tomó una imagen de la zona con la cámara Schmidt de 1.52 metros del observatorio Palomar en California. La imagen reveló un transitorio óptico de magnitud 18 que no estaba en las imágenes de archivo de la misma área.                    
La siguiente noche, el objeto que ya se desvanecía y que ya había bajado a magnitud 20, fue fotografiado por el observatorio Keck, y por el telescopio óptico Nórdico de 2.6 metros en las Islas Canarias. Las observaciones revelaron líneas de absorción con un corrimiento al rojo de 1.6, lo que implica una distancia de 9 mil millones de años luz.                    
El telescopio espacial Hubble realizó observaciones sobre la ubicación de GRB 9901230 dieciséis días después del evento. Se había desvanecido en más de un factor de tres millones para ese momento. El Hubble pudo detectar los rastros de una galaxia débil, cuyo color azul sugería que estaba formando estrellas a un rápido ritmo.                    